# 本性 (佛教)
本性，又譯為性、自性、自然，古印度哲學術語，最早起源於數論派的二元論哲學，被認為是獨立於神我的另一實體，開展萬物，有萬物本源的意思，又譯為原質。
佛教採用了這個術語，但賦與不同意義，含義為事物的本質，常與空性同時使用，並將它視為是自性的同義詞。在佛教哲學中，本性並不是一個實體，也非萬物本源。

## 概論
《薄伽梵歌》中，以原質（prakṛti）和原人為推動世界的第一因、最初因。在印度教中，吠檀多主義佔主導地位，本性（prakṛti）被認為是宇宙存在與運作的智慧本質。在數論派中也使用這術語。
於部派佛教時期，佛教就開始使用本性這術語，在《阿含經》中就有使用。一般用於指稱事物的本質，常與空性同時使用，但在佛教哲學中，不認為本性為世界第一因，也非宇宙的智慧本質。
在部派佛教的阿毘達摩論藏中，它與自性（svabhāva）通常被認為是同義字，在一般語句中可以互換使用。但是在談到心性本淨、自性清淨心時，只會使用本性（prakṛti）清淨。《大毘婆沙論》將《小空經》所說行空解釋為本性空，並列入十空。

## 佛教各宗派說法
大乘佛教稱諸法本性為如或真如，對於如來藏學派，即是如來藏或佛性。